# Sredzkistraße
Die Sredzkistraße (ehemals: Franseckystraße bzw. Franseckistraße) liegt im Berliner Ortsteil Prenzlauer Berg des Bezirks Pankow. Die Straße nahe dem Kollwitzplatz wurde 1952 nach dem Widerstandskämpfer gegen das NS-Regime Siegmund Sredzki (1892–1944) benannt.

## Lage

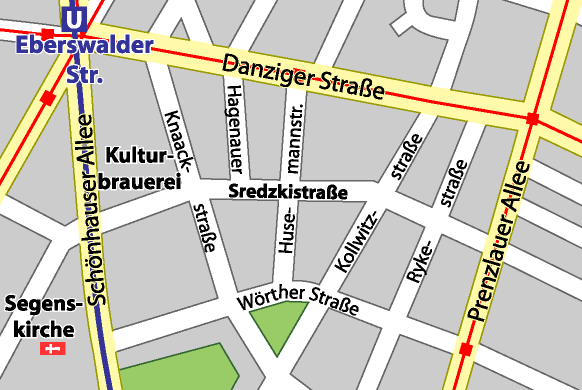
Sredzkistraße in der Mitte des Kartenausschnitts

Die Straße im Kollwitzkiez verläuft südlich parallel zur Danziger Straße in West-Ost-Richtung von der Schönhauser Allee zur Prenzlauer Allee. Sie wird in Nord-Süd-Richtung von fünf Wohnstraßen gekreuzt. Zusammen mit Kollwitz- und Knaackstraße ist die Sredzkistraße eine der Hauptstraßen des Viertels und wie die Umgebung von zahlreichen Cafés und Kneipen geprägt. Am westlichen Ende der Sredzkistraße befindet sich der denkmalgeschützte ehemalige Schultheiss-Brauereikomplex, der seit den späten 1990er Jahren als Kulturzentrum Kulturbrauerei dient.
Die wechselseitige Hausnummernzählung der Straße beginnt an der Schönhauser Allee und endet an der Prenzlauer Allee mit den Nummern 66 und 67.

## Straßengeschichte
Geplant und angelegt wurde der Verkehrsweg als Straße 9, Abt. XII des Bebauungsplans von 1862 (Hobrecht-Plan). Vom 15. Juli 1875 bis zur Umbenennung trug er den Namen Franseckystraße nach dem ehemaligen Gouverneur der Stadt Berlin Eduard von Fransecky. Die auch als Franseckistraße in Adressbüchern und Stadtplänen verzeichnete Straße liegt in einem Viertel, in dem Straßen nach Personen, Orten und Gefechten des Deutsch-Französischen Kriegs und der Annexion von Elsass und Lothringen benannt wurden. General Fransecky war in diesem Krieg hoch dekoriert worden. Ein beträchtlicher Teil der Häuser in dieser Straße entstand im Auftrag des Deutsch-Holländischen Actien-Bauvereins. Ab dem 9. August 1893 wurde auch die Verlängerung, die Plan-Straße 29, zu einem Teil der Franseckystraße.
Nach dem Zweiten Weltkrieg benannte die zuständige Stadtverwaltung zahlreiche Straßen um, die nach Militärs, Herrschern oder Kriegsereignissen hießen. Seit dem 31. Januar 1952 trägt der Verkehrsweg den Namen des im KZ Sachsenhausen ermordeten Antifaschisten Siegmund Sredzki.
In der DDR-Zeit war langfristig vorgesehen, die meisten alten Wohnhäuser in diesem Gebiet abzureißen und durch Neubauten zu ersetzen. Da aber auch für den Abriss die Kapazitäten fehlten, verfielen die Gebäude zunehmend. Erst im Zusammenhang mit den Vorbereitungen zur 750-Jahr-Feier von Berlin setzten in ausgewählten Bereichen wie hier um den Kollwitzplatz Sanierungen und Modernisierungen ein.

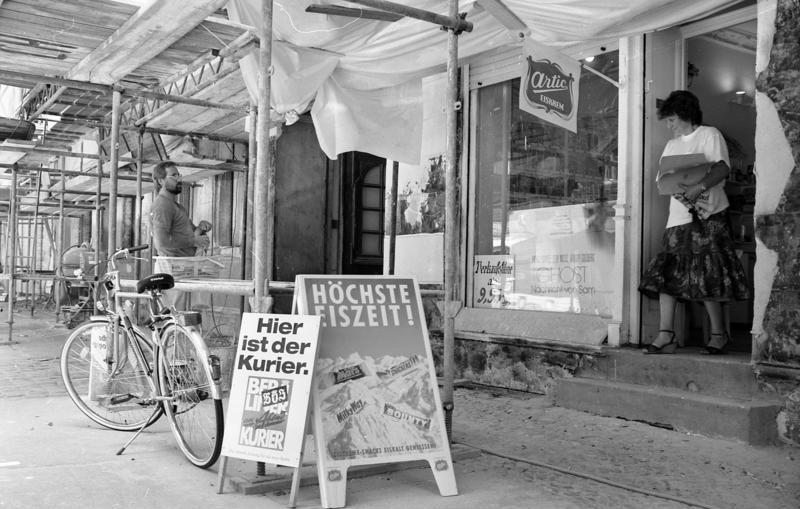
Beginn von Sanierungsmaßnahmen im Jahr 1991

Nach dem Mauerfall und der deutschen Wiedervereinigung begannen schrittweise in diesem Bereich weitere Rekonstruktionen. Seit dem Beginn des 21. Jahrhunderts zählt der Kollwitzkietz zusammen mit weiteren Quartieren im Ortsteil Prenzlauer Berg zu den begehrten Wohnadressen Berlins.

## Baudenkmale und weitere erwähnenswerte Anlagen

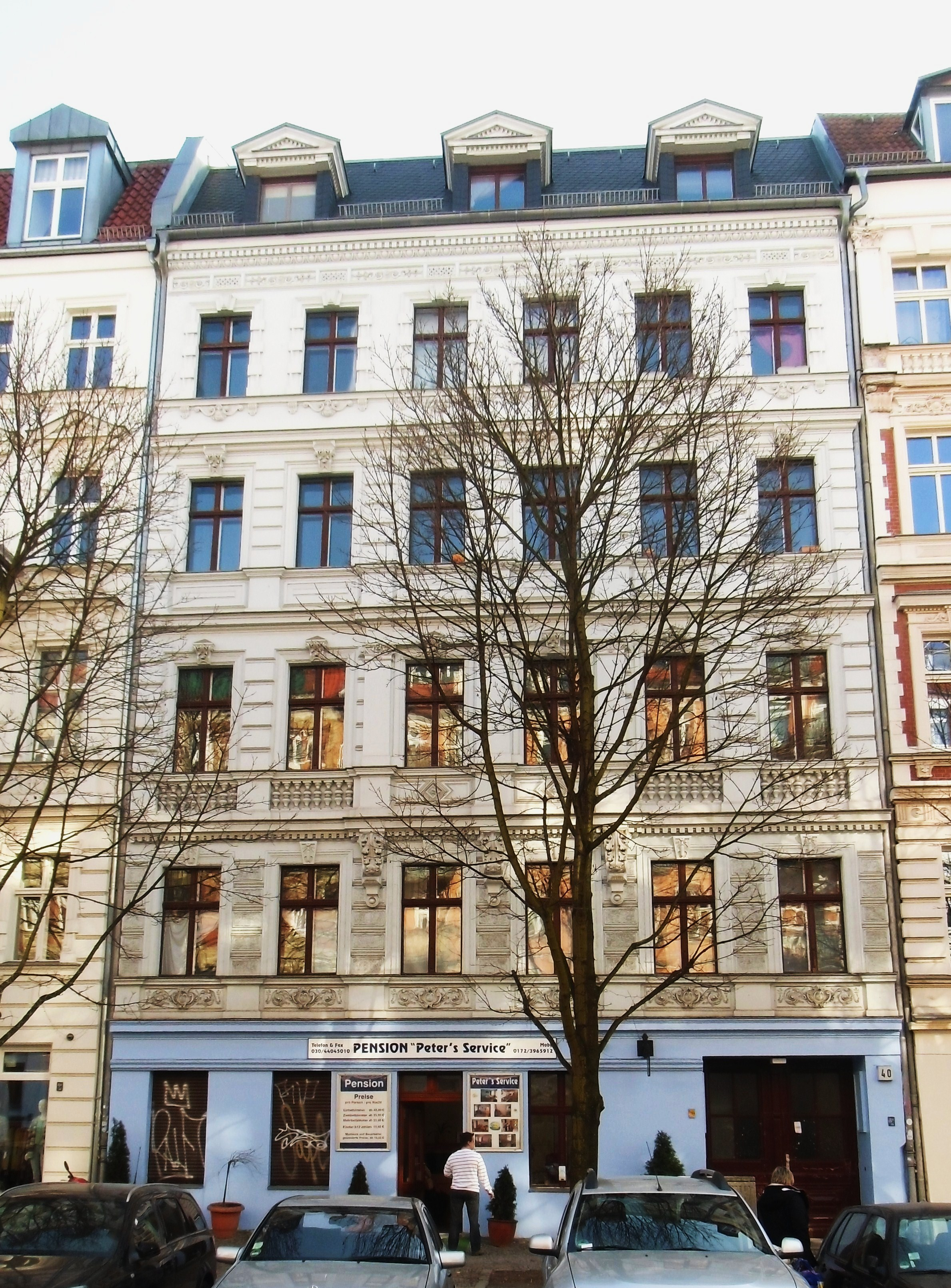
Wohnhaus Sredzkistraße 40, Kulturdenkmal

Neben dem Gelände der Kulturbrauerei im Nordwesten der Straße stehen die in den 1880er Jahren erbauten Mietswohnhäuser Nr. 32, 34 und 40 unter Denkmalschutz. Ebenfalls zum Denkmalschutzgebiet um den Kollwitzplatz gehören weitere Häuser aus der Gründerzeit an der Einmündung der Kollwitzstraße (Sredzkistraße 46/48, 51 und 53). Im Blockinneren eingeschlossen von Sredzkistraße im Süden, Kollwitzstraße im Osten, Danziger Straße im Norden und Husemannstraße im Westen befindet sich die Martin-Luther-King-Schule.
In der Sredzkistraße 8 ist 1998–2003 für rund acht Millionen Euro eine Doppelturnhalle mit den Abmessungen 22 × 44 Meter errichtet worden. Die mit roten Klinkern verkleidete zweietagige Halle dient sowohl dem Sportunterricht der benachbarten Grundschule am Kollwitzplatz als auch Sportvereinen wie der SG Rotation Prenzlauer Berg, die hier Hockey und Volleyball spielen konnten. Die obere der beiden Etagen musste jedoch im Dezember 2010 wegen Schäden an der Hallendecke geschlossen werden. Da bisher (Stand: 2014) der Schuldige noch nicht ermittelt werden konnte, steht nur noch die untere Halle für den Sport zur Verfügung.